# Urindroppsamlare

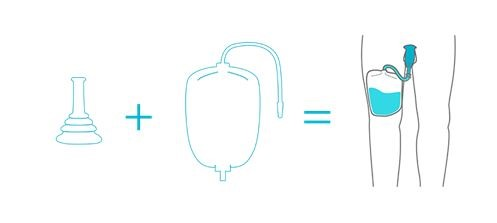
Urindroppsamlare ansluten till urinpåse

Urindroppsamlare/uridom är ett kondomliknande hjälpmedel för män med mindre eller stora urinläckage som kan uppträda i alla åldrar, men det är vanligast hos äldre män. Urindroppsamlaren rullas ut på penis som en kondom och kopplas till en urinuppsamlingspåse som fästes på benet, eller på natten vid ett stativ vid sängen. Urindroppsamlaren säkerställer att urinen kanaliseras bort från kroppen och ner i urinpåsen, vilket håller huden torr och minskar risken för hudirritationer och urinlukt. Urinpåsen ska tömmas med jämna mellanrum. Urindroppsamlare finns i olika storlekar och modeller och kan bäras både dag och natt. Det är mycket viktigt att urindroppsamlaren passar perfekt gällande omkrets och längd. Mätningsguider finns att tillgå för att kunna mäta vilken storlek som behövs. 
Urinuppsamlingspåsar är uppdelade i benpåsar och nattpåsar. Benpåsar fästes på benet med hjälp av justerbara fästband eller benficka. Benpåsar är tömbara och kan rymma 350 ml och uppåt. Längden på slangen kan justeras beroende på var på benet påsen placera. Nattpåsar, eller påsar för rullstolsburna kan hängas vid sidan av sängen eller på ett stativ. Dessa påsar är från 1,5 liter och uppåt, för att tömning inte ska behöva utföras under natten.
Urindroppsamlare och urinuppsamlingspåsar ordineras och skrivs ut av läkare och sjuksköterskor.